# Axel Madsen
Axel Madsen (2. september 1915 – 7. marts 2001) var en dansk organist og komponist.
Han tog organisteksamen ved Det Kongelige Danske Musikkonservatorium i 1937 efter studier hos P.S. Rung-Keller. I årene 1942-1949 var han organist ved Enghave Kirke og derefter ved Sundby Kirke til 1982. Axel Madsen var medlem af Dansk Organist og Kantor Samfunds bestyrelse i perioden 1961-1978, først som næstformand 1961-1965 og dernæst som formand. Han har endvidere været formand for Kirkemusikernes Landsforbund 1974-1978, redaktør af Organist-bladet 1962-1967, medlem af Musikrådet 1965-1973, medlem af Kirkemusikkredsens Arbejdsudvalg samt en række andre tillidshverv inden for det offentlige arbejdsområde, KFUM og Folkekirken. Han har også arbejdet som lærer i klaver- og orgelspil ved Frederiksberg Seminarium 1961-1972, og han har været klokkenist ved Frederiksberg Rådhus' klokkespil 1984-1995. Desuden var han fra 1965-1974 medlem af kommunalbestyrelsen på Frederiksberg, og han har også varetaget forskellige andre politiske poster.

## Musikken
Hans musikalske arv omfatter en del korværker, orgelmusik, salmer og andre kirkelige værker. Desuden har han redigeret en række melodisamlinger til kirkebrug. I Den Danske Salmebog er Axel Madsen repræsenteret med melodien til Johannes Johansens julesalme Det var ikke en nat som de andre (nr. 98) og i Den svenska psalmboken (1986) med melodien til Karl Laurids Aastrups morgensalme Det ljusnar sakta (nr 182).

## Værkfortegnelse: Trykte kompositioner (udarbejdet af Axel Madsen)
Skandinavisk Musikforlag
To åndelige sange 	1937
- De blomster store, små (Tersteegen/Harald Vilstrup)
- Der kommer en time for dig og for mig (Peter Andreassen)

Fem sange til tekster af Mads Nielsen                          1942
- Det nye forår kom
- Nu møder vi atter den duft af hø
- Blæs bort min lille vise
- Vandresang - Nu tager milenes sange
- Cyklevise - Nu lister de op af senge

Så går det frem mod vår på ny    (Poul Berg) for mandskor       1943
Jeg ved en urt så dejlig og bold                               1944
- Tre koralvariationer for orgel

Tre åndelige sange til tekster af Mads Nielsen                 1944
- Fra fjerne, fjerne tider
- De gamle kirker
- Du kommer, som du engang kom

Tre sange til tekster af Kaj Munk	1945
- Nu kræver Danmark af os, vi er stærke
- Et stjernebillede spejler
- Dannebrog - Lad os hejse vort flag

Ledsagesatser for orgel til gudstjenestebrug hefte I 1960, hefte II 1964
- Apostlene sad i JerusalemII 3
- Befal du dine veje II 7
- Den signede dag I 4
- Du, Herre Krist, min frelser est  II 9
- Du, som går ud fra den levende Gud I 8
- Eja, min sjæl ret inderlig sig fryder II 10
- Fra Himlen kom en engel klar  II 12
- Frydetonen går mod tronen I 10
- Gør døren høj II 13
- Herre Gud, dit dyre navn og ære I 13
- Herre, jeg har handlet ilde  II 14
- Herren af søvne opvågned, opsprang II 17
- Hvilestunden er i vente II 19
- Hyggelig, rolig, Gud, er din bolig II 20
- Hør vor helligaftens bøn II 21
- I østen stiger solen op II 21
- Jeg ved et evigt himmerig II 22
- Kirken den er et gammelt hus I 15
- Krist stod op af døde I 20
- Lovsynger Herren, min mund og mit indre I 23
- Lyksalig, lyksalig hver sjæl, som har fredI 27
- Min død er mig til gode I 29
- Mæt min sjæl, o Jesus sød II 24
- Nu bede vi den Helligånd II 25
- Nu takker alle Gud II 26
- Se, nu stiger solen af havets skød II 28
- Vi pløjed og vi så'de I 32
- Vor Gud han er så fast en borg II 29
- Ånden opgav enkesønnen II 31

Jo varhain. Herra, annoit (3 koralvariationer og 2 ledsagesatser for orgel over finsk folkemelodi) 1964
Op til Jerusalem vi gå (Grundtvig)   SATB 1950
Lyt, hjerte, om du håber (Elith Olesen) SATB 1956
Edition Wilhelm Hansen
- Ni sange for lige stemmer SSA 1974
- Skøjterne synger	(Mogens Møller)
- Kirkeklokkens klang (Mogens Møller)
- Et haglvejr plasker ned (Mogens Møller)
- Missekat (Mogens Møller)
- Drømme og forsømme (Helge Brønnum-Jacobsen)
- Vintermorgen (Helge Brønnum-Jacobsen)
- En stemmer har stemt (Helge Brønnum-Jacobsen)
- Himlen er blå (Helge Brønnum-Jacobsen)
- Tre tyve gik pa tyvejagt (Halfdan Rasmussen)

Egil Hovland: Introitus- og ordinariesange 1975
for liturg, kor, menighed og orgel - Dansk udgave ved AM
Verbum, Stockholm
i Koralmusik III (Redaktion: Harald Göransson)
- 4) Jag nu den sakra grunden vunnit - 4 satser
- 13) När världens hopp fortvinat stod - 2 satser
- 47) Ofattlig kärlek, som ej jorden rymmer - 1 sats
- 48) (samme) - 3 satser

i Alla de ovriga tretioen (Redaktion: Tore Littmarck)
- 18) Himlenes Herre och solljusets Fader
- satser til 11) Fader i himlen, 25) Nu föds en dag

Det ljusnar sakta (K. L. Aastrup / Britt G. Hallqvist) (jf.: En gralig lysning)
- 798) i Psalmer och visor 82		1982
- 182) i Den svenska Psalmboken, Psalmer och Sånger, Cecilia, Segertoner m.fl.       	1986
- 96) i Barnpsalmboken (Libris, Örebro)	1989

182) i Orgel-preludier I (forspil til salmen)            	1990
Yön savu, usva kaupungin yltä (finsk overs.: Pekka Kivekäs)    	1995
- i Provhäfte psalmbok for finsktalande i Sverige

Edition Egtved
MK.1,16 Kom, Gud Faders Ånd fuldgod 
- Koralkantate for SATB og orgel	1960

MK3B Magnificat 
- Jomfru Marias lovsang (for SAATTB)	1962

MK3,1 Nunc dimittis 
- Simeons lovsang (for SAATB)	1961

MK 3,15 Herre Kristus, dig til ære 
- Koralkantate for altsolo, SATB og orgel	1962

MK 4,5 Julen har englelyd 
- Koralkantate for altsolo, SATB, instr. ad lib. og orgel	1963

MK 4,6 Julen har englelyd 
- Satser for SSA (til MK 4,5)	1962

MK 5,5 Korvers til kirkeåret 1 (for SAB)	1963
- Du ærens drot, vor frelser kær (Behold os, Herre)
- Vågn op, du som sover (melodi AM)
- Lad det klinge sødt i sky
- Jesus, min drot (førref. melodi)
- Lyslevende han vandred om
- Af dybsens nød, o Gud, til dig
- Nar i den største nød vi stå
- Lær os frelser, livets væld
- Luk øren op, al kristenhed
- I døden Jesus blunded

MK 5,9 Korvers til kirkeåret 2 (for SAB)	1964
- Herre Jesus, du, som troner
- Kom, sandheds Ånd (2 satser)
- Ak, Gud, fra Himlen se herned (2 satser)
- Træng i Guds arme ind
- Jesus han er syndres ven
- Ængstede hjerte (melodi: Oskar Lindberg)
- (Sats for SA - se Cantorinus I, s. 77)
- På alle dine veje (melodi: B. Gesius)
- Tænk, når engang (svensk folkemelodi)
- Vi venter, Herre, på din dag (mel.: M. Franck)

MK 12,2 Korvers til kirkeåret 3 (for SAB)	1971
- Dybt fomedres skal enhver
- En liden stund (melodi: Rhau)
- Forlen os freden, Herre, nu
- Gud Fader og Søn og Helligånd (2 satser)
- Gud være lovet og af hjertet priset (mel.: Joh. Walter)
- Herlighedens Gud
- Herligste Jesus (Münster 1677; Schönster Herr Jesu)
- Nu fryde sig hver kristen mand (2 satser)
- Med krig og rygter om krige (2 sater)

MK 17,10 Korvers til kirkearet 4 (SAB/SATB)	1980
- Forunderligt at tænke på (tekst: Elith Olesen, mel.: AM)
- Kom, sandheds Ånd (2 satser)
- Midt i livet er vi stedt
- Ak, Fader! lad dit ord og Ånd
- O, Gud ske lov for dåben
- Påske vi holde
- O Gud, fornuften fatter ej
- Himlenes Herre og lysenes Fader
- (tekst:. Elith Olesen, mel.: AM)
- Var Gud ej med os denne stund

MK 9,11 Op til Guds hus vi gå (mel.: AM) 	1968
- Koralkantate for SATB, instr. ad lib.)., me-nighed og orgel

MK 9,12 Op til Guds hus vi gå	1968
- satser for SSA (til MK 9,11)

MK 13,7 Salige er de, som hører Guds ord	1972
- (Lukas 11:28) Motet for SAB (også i Laudamus 4 - KB 384)

FUK 8 Salige er de, som hører Cuds ord 	1972
- (Lukas 11:28) Motet for SSA

MK 14,3 Hver ting, som Gud har skabt på jord
- Korvariationer for SATB	1972

MK 14,15 Jesus Kristus er til stede       	1973
- Koralkantate for SAB og orgel

MK 15B Fem motetter for blandet kor     	1973
- Frygt ikke, Maria (Luk. 1: 30-31+35) (SAT)
- Dette er det evige liv (Johs. 17: 3) (SATB)
- - også i MK 14,17
- Hvem er sa viis, at han fatter det (Hoseas 14:10) (SATB) - også i MK 14,18
- I elskede, lad os elske hverandre (1. Johs. 4: 7-8) (SATB)
- Menneskesønnen er ikke kommen for at lade sig tjene (Matt. 20: 28) (SATB)

MK 18 bilag 21 Motetter for blandet kor 	1980
- Alt, hvad der tjener til liv og gudsfrygt (2. Peter 1: 3) (SATB)
- Bortstød ikke din tjener i vrede (Psalme 27: 9) (SATB)
- Da Guds, vor frelsers godhed (Titus 3: 4-7) (SATB)
- Dertil blev I kaldet (1. Peter 2: 21) (SATB)
- Død, hvor er din sejr?(l. Kor. 15:55-57) (SATB + ad lib. menighcd og orgel)
- Evindelig takker jeg dig, o Gud (Psalme 52: 11) (SATB)
- Gudsfrygtens hemmelighed (1. Tim. 3: 16) (SATB)
- Halleluja. Herren har sendt sit folk udløsning (Psalme 111:9a og Luk. 24: 26) (SATB)
- * Hvad som helst I beder om (Johs. 14: 13) (SATB)
- * Jeg kommer snart (Johs. Åb. 3:11& 22:20b) (SATB)
- Jesu fristelse (Matt. 4: 1-11) evangeliemotet for præst, herrestemme, unisont kor og orgel
- Kristushymne (Fil. 2: 8-11) (SATB, 2 kanons samt improvisation)
- Lad jer fylde af Ånden (Ef. 5: 18b-20) (SATB)
- Når I altså er blevet opvakt med Kristus (Kol. 3: 1-2) (SATB)
- Sandheden tro skal vi i kærlighed (Ef. 4: 15) (SATB)
- Se, jeg gør alting nyt (Johs. Ab. 21: 5a-6) (SATB)
- Se, jeg står for døren og banker (Johs. Åb. 3: 20) (SATB)
- Som hjorten skriger efter vand (Psalme 42: 2-6) (liturg, unisont kor, evt. menighed og orgel)
- Thi alle, som drives af Guds Ånd (Rom. 8:14-16) (SATB)
- Tro er fast tillid til det, man håber (Hcbr. 11: 1-3) (SATB + liturg og unisont kor)
- Vi blev altså begravet med ham ved dåben til døden (Rom. 6:4) (SATB)

* optaget i 37 danske motetter, MKB001, 1985
MK 18,5 Kom, Gud Helligånd, kom brat 	1983
- Koralkantate for SATB og orgel

FUK 16 Kom, Gud Helligånd. kom brat 	1974
Satser for SA og SSA (til MK 18,5)
FUK 21 Kom Sandheds Ånd! og vidne giv	1976
- for SSA

FUK 24 Lov Herren, alt, hvad han skabte 1978
- i Jubilate - (Psalme 103) for SSA, SATB med menighedsomkvæd og orgel

FUK 27  1980
- a) Han er opstået
- b) Det var ikke en nat som de andre

tekst: a) K.L. Aastrup, b) Johs. Johansen - for SSA, SATB og diskant
FUK 34 Kom, lad os juble for Herren 1981
(Psalme 95: 1-7, 47: 2 og 89: 2-3, 6, 9, 16-17) Kantate for SSA, SATB, orgel, menighed, triangel, cymbler og håndklap
FUK 37 Jeg løfter mine øjne til bjergene 1982 (Psalme 121) Kantate for SSA + claves og trgl. ad lib.
FUK 45 Himlens og jordens Halleluja 1987 (Johs. Åb. 19 og Johs. Johansen: Hør, hvor kirkeklokken synger) Kantate for 2 kor (SSA og SSAA), orgel, klokkespil, menighed og instr. ad lib.
FUK 73 Jeg vil love Herren til hver en tid 1993 (Psalme 34: 2 og 9) For SSA og 3-st. kanon med instr. ad lib.
Kornyt 79/l Kristushymne (Fil. 2: 8-11) For SSA + kanon a 4 samt improv. 
Kornyt 85/4 Nu opstår alter Herrens dag For SA, SSA, SAT samt orgel
Kornyt 87 / 3
- En stald og en krybbe (Kirkpatrick) For SSA, SAB eller TTB
- Stjerne, engel, hyrder og de vise - for SSA
- Din trone står fra evighed - for SSA
- Bølgerne bryder om revet - for SSA

Kornyt 84/1 Jesus steg fra tronen ned for SSA og SSAA
MK 12,1 i Cantorinus (for lige stemmer) 1970
- 8. Frydetonen går mod tronen
- 13. Hver ting, som Gud har skabt på jord
- 38. Jesus, dine dybe vunder
- 59. Gud Fader og Søn og Helligånd
- 69. Den lyse dag forgangen er
- 77. Ængstede hjerte (mel.: Oskar Lindberg)

MF 351 24 orgelkoraler og forspil 	1978
Almindelig er Kristi kirke - Den store mester kommer - Det hellige kors, vor Herre han bar - Gud efter dig jeg længes - Guds menighed, syng for vor skaber i løn - Hil dig, frelser og forsoner - Jeg venter dig, Herre Jesus, til dom - Jeg vil din pris udsjunge - Jeg vil mig Herren love - Lover den Herre - Lyksaligt det folk, som har øre for klang (1 & 2) - Nu blomstertiden kommer - Nar mørket jorden blinder - O du Guds Lam (1, 2 & 3) - 0, havde jeg dog tusind lunger - O, kommer hid dog til Guds Søn (1 & 2) - Op, alle, som pa jorden bor - Talsmand, som på jorderige - Vor Herre! til dig må jeg ty (1 & 2) 
MF 518 i Før Søndagen
- Herren er i solopgangen (Johs. Johansen) mel.: Sions vægter - for SSA
- Fodtvætningen (Johs. Johansen) for SA + orgelsats

Kornyt 95/4
- Krist for verdens synd er død - for SSAA

OTS - Orgelsatser til salmesang
- 6 Giv mig, Gud en salmetunge	1962
- 7 Guds igenfødte, nylevende sjæle
- 12 Han, som på jorden bejler	1963
- 13 Op, al den ting, som Gud har gjort
- 21 Rind nu op i Jesu navn

MS 7 B 6 Tre danske folkemelodier - SATB 	1961
- Der stode tre skalke
- Jeppe og Trine
- Jeg ved mig så dejlig en urtegård

MF 538 i Melodier til Tillæg til Den Danske Salmebog	1994
- 18 Det første lys er Ordet, talt af Gud
- 21 Det var ikke en nat som de andre
- 26 Dommer over levende og døde
- 39 En dag skal Herrens skaberdrømme møde
- 46 Fredløs er freden, hvor menneskets veje
- 108 Når stjernerne skælver
- 127 Til den påske gæster sorgens have
- 136 Vil natten nu vige, vil dagen nu gry
- 137 Vinden ser vi ikke
- 147 Min sjæl, pris Herren (Psalrne 103)
- 153 Herre, nu lader du din tjener gå bort (Nunc dimittis)
- samt orgelsatser til nr. 7b, 63, 75, 76, 86, 111, 145 og

MK C019-0 Gudstjenestemusik 1995 - Komponeret / tilrettelagt til tekster fra Ritualbog 1992 og Tillæg til Alterbog 1993
Kompositioner:     
- Kyrie I, II og III
- Gloria med salmevers
- Gloria med Laudamus I og II
- Fredslitani

Bibelske Psalmer - med menighedsomkvæd
- 85 Søg Herren, når han er at finde
- 89 Lykkeligt det folk (2 versioner)
- 96 Syng for Herren, fortæl om hans undere
- 72 Halleluja. Alle folkeslag bøjer sig
- 51 Et sønderbrudt, sønderknust hjerte
- 130 Jeg råber højt til Gud
- 79 Dine tjeneres blod
- 22 Min Gud, min Gud, hvorfor har du forladt mig
- 47 Syng for Gud! For Gud er hele jordens konge
- 118 Denne dag har Herren skabt (2 versioner)
- 104 Du sender din And, og der skabes liv
- 8 Hvad er da et menneske
- 103 Pris Herren, alt, hvad han skabte

Tilrettelæggelser og satser:
- Gladelig vil vi halleluja kvæde (v. 3)
- Sats til forsagelsen og den apostolske trosbekendelse
- Nadverindledning B og C, Nadverbøn og Udvidet
- Nadverbøn (de mozarabiske toner ved Th. Laub)
- O du Guds Lam (3 orgelsatser til Laubs melodi)
- O du Guds Lam uskyldig (3 orgelsatser til melodi fra Erfurt 1542)
- O Gud Lam uskyldig (orgelsats til tysk melodi 1531)
- Det lille Litani
- Satser til menighedssvar, Benedicamus og Benedicamus med Halleluja)
- Sats til Den apostolske velsignelse (greg. mel.)
- Ordinationsbøn: Gud Helligånd, opfyld med lyst (efter antifonen “Veni sancte spiritus reple” -11. arh.)

MKC019-1 - Enstemmig udgave af ovenstående	1995

Korsatser til gudstjenesten for blandet kor/for lige stemmer (begge udg. Edition Egtved)	1996
MK B 028SATB -MK A 015 SSA
Salmeudsættelser
- Adventstider, vinden bider (Jens Simonsen)
- Afvend din vrede (Thymus 1541 - melodi: Cruger 1640)
- At holde en sten i handen (Britt G. Hallqvist/H.Lissner)
- Betlehem, din englenat (Jens Simonsen)
- Det første lys er Ordet, talt af Gud (Johannes Johansen)
- Det var ikke en nat som de andre (Johannes Johansen)
- Dommer over levende og døde (Johannes Johansen)
- En dag skal Herrens skaberdrømme made (Eyvind Skeie)
- Fredløs er freden (Marcus Lauesen)
- Fra rummets stjernekåber (Seen Kaalø)
- Guds Lam, som er slagtet (Johs. Åb. 5,12)
- Han er opstanden. Halleluja! (B. Kyamanywa/A.M.Brodal)
- Himmelduen, Helligånd (Anette Broberg Knudsen)
- Hvad skal Guds rige lignes ved (Jens Simonsen)
- Ikke en spurv falder til jorden (Britt G. Hallqvist/il.Lissner)
- Julenat en englesang (Gudmund Bruun) (kun SATB)
- Kristus er verdens lys (Pratt Green/Elith Olesen)
- Krist for verdens synd er død (Jørgen Glenthøj)
- Nu knejser korset, ravnesort (Lisbeth Smedegaard Andersen)
- Når stjernerne skælver (Anette Broberg Knudsen) (kun SAB)
- Påske vi holde (Grundtvig - melodi: Th. Laub) (kun SATB)
- Så dybt har ingen på jorden sig bøjet (Johannes Johansen)
- Tag os ud af vore skygger (Preben Olsen)
- Til den påske gæster sorgens have (Henning Blauenfeldt)
- Vil natten nu vige (K. L./Aastrup)
- Vinden ser vi ikke (Anders Frostensson/H. Lissner)

Kyrie I, II og III *
Gloria med Laudamus  I og II* 
Bibelske salmer (med menighedsomkvæd) (SAB)
- Advent: 85 Søg Herren, når han er at finde*
- Jul: 89 Lykkeligt det folk (2 versioner)*
- 96 Syng for Herren, fortal om hans undere*
- H. 3 kg.: 72 Halleluja. Alle folkeslag bøjer sig*
- Faste: 51 Et sønderbrudt, sønderknust hjerte*
- 130 Jeg råber højt til Gud*
- 79 Dine tjeneres blod råber til dig*
- Passion:  22 Min Gud, min Gud, hvorfor har du forladt mig*
- Påske:  47 Syng for Gud*
- 118 D enne dag har Herren skabt*  eller: Du er min Gud, jeg priser dig!
- 118 Denne dag har Herren skabt*
- Pinse: 104 Du sender din ånd, og der skabes liv*
- Trinitatis: 8 Hvad er da et menneske*
- 103 Pris Herren, alt, hvad han skabte*

De med * mærkede er optaget i Gudstjenestemusik MK-C 019
Korvers: (SATB)
- Advent:Se, brudgommen kommer ved midnat
- Jul: Din fødsel, o Kristus, vor Gud
- Fastelavn:  Da du døbtes i Jordan, o Herre
- Faste/Passion: Din bryllupssal, o Frelser, ser jeg smykket
- Skærtorsdag:Rens mig med isop for synd
- Påske: Kristus er opstanden fra de døde
- Trinitatis: Vi tilbeder dig, Fader, Søn og Helligånd
- Alle Helgen/Resten af kirkeåret: O Kristus, vor Gud

Motetter og liturgiske korsange;
- Denne dag har Herren skabt (Processionsintroitus)
- Kristus har vise sig iblandt os
- O du Guds enbårne Søn og Ord (Lovprisning ved vesper)
- Løft jeres hoveder, I porte
- Løft jeres hoveder, I porte (efter Codex Kastoria 13. årh.)
- O kom, lad os tilbede (Introitus)
- Jomfru Marias lovsang (Magnificat) (m. Menighedsomkvæd)
- Simeons lovsang (Nunc dimittis) (m. Menighedsomkvæd)
- Simeons lovsang (Nunc dimittis)    (korsang)
- Zakarias's lovsang (Benedictus)    (m. menighedsomkvæd)
- Den himmelske lovsang (motet)
- Saligprisningerne

Forlaget Ecclesia 	1986
Den syvarmede lysestage  (motetter til Kyndelmisse for SSA & SSAA)
- 1 	Gud Herren selv skal lyse over dem (Johs Åb. 21:23-25)  SSAA
- 2	I skal vandre som lysets børn (Ef.   5:8-10) SSA
- 3 	Jesus som verdens lys (Johs. 8:12)         SSA
- 4 	Simeons lovsang (Johs. 2:27-35)      SSA-chant
- 5 	Endnu en kort tid er lyset hos jer (Johs. 12:35-36a+46) SSA
- 6 	Disciplene som verdens lys og salt (Matt. 5:13-16)       SSA
- 7 	Lyset var ved at komme til verden  (Johs. 1:1-9)        SSAA

Øvrige trykte kompositioner i kronologisk orden:
Dansk Central Boghandel 1945
- Se, hvor nu solen lyser (Gunver Boye Petersen)

De unges Sangbog, Melodisamling  (De unges Forlag - nu: Unitas)  	1950
- 95	Hvem kan forstå, at det igen er jul (Svend Rehling)
- 123	Stille ud til Golgatha (A. Fibiger)
- 219	Imellem nattens stjerner (Johs. Jørgensen)
- 262	Vi mennesker spørger bestandig: Hvorfor? (Jakob Paulli)
- 369	Du danske ungdom, se dig ud (Mads Nielsen)
- 405	Vi drenge af Danmark synger (Mads Nielsen)
- 406	Vi er drengene i Danmarks gamle gård (Svend Rehling)
- 423	Jeg går så glad på vandretur (Kai de Cros Dich)
- 425	Den danske landevej (Svend Rehling)
- 540a	Drenge, I drenge, som døde (Kaj Munk)
- 587	Alt morgenes porte oplades på ny (Kr. Østergaard)
- 588	Hver dag er endnu en gave (Mads Nielsen)
- 595	Solskinsbrune, ranke (Elith Olesen)
- 603	Med en jublende glæde vi kommer (Betty Ibsen)
- 611	Et stjernebillede spejler (Kaj Munk)
- 613	Lad os hejse vort flag    (Kaj Munk)
- særtryk:	Ungdom, det er jer det gælder (Peter Nergaard) KFUK's ydre mission

KFUM-kantate for tenorsolo, kor og orkester (tekst: Elith Olesen)  1953
til dansk KFUM's 75 års jubilæum.
Orkesterpartitur i manuskript. Sangene udgivet af KFUMs Centralforening
- 1 Vi kommer fra gade, vi kommer fra gård  (SSA)
- 2 Nådeløs er solens brand (TTBB - senere ændret til SATB)
- 3 Det er så let i festens glade stunder (tenorsolo)
- 4 Himlenes Herre og jorderigs vægter (fællessalrne)

Laudemus - International Hymnbook (The World's Alliance of YMCA, Geneva)1955
Musikredaktør: AM. Indeholder 110 salmer på originalsproget og oversat til engelsk, fransk og tysk. 
Melodier af AM:
- 5 Himlenes Herre og lysenes Fader (Elith Olesen)
- 48 Imellem nattens stjerner (Johs. Jergensen)
- samt 42 satser.

Laudate Dominum	1957
Kantate for barytonsolo, kor (SATB, SSA og TTBB), blæsere, pauker samt orgel)
- I Introduktion (blæsere), orgelsolo, kor (SATB)
- II Interludium (blæsere), kor (SSA), solo m. orgel, kor (SSA)
- III Interludium (blæsere), kor (TTBB), kor (SATB og blæsere)

Laudate Dominum (solo, kor, blæsere, pauker orgel) trykt på Eichenkreuz-Verlag, Kassel 1957 
Laudate Dominum per Organum 	privattryk 1957 I kommission hos Edition Egtved

Den grønne Sangbog, Melodihæfte  (De unges Forlag, nu: Unitas)      	1966
- 3 Himlenes Herre og lysenes Fader (Elith Olesen)
- 5 Jeg ta'r tvejen fat (Helge Brønnum-Jacobsen)
- 6 Jeg vil tvinge mig selv til at tro på (Helge Brønnum Jacobsen)
- 8 Nu tender vi lyset, om advent det melder (Jenny Nielsen)
- 10 Sig goddag til i morgen og farvel til i går (Helge Brønnum-Jacobsen)
- 11 Skær dig en stav og gå landet i møde (Helge Brønnum-Jacobsen)
- 12 Spejderpige, ræk mig hånden (Anna Meyer)
- 14 Vi har lyttet en nat i granernes sus (Poul Thomsen)
- 15 Vort dagværk har vi endt (Elith Olesen)

Åndelige sange og salmer, Musik til (Dansk luthersk Forlag, Hillerød) 	1970
- 461	Hver dag er en sjælden gave (Mads Nielsen)

Pushtu Hymn Tune Book (The Pakistan Lutheran Church)                  	1973
- 50	Parte shah delta os wagt de makham

Hymnologiske Meddelelser
- Op til Guds hus vi gå (grundtvig) - 1973 3,3
- Himlenes Herre og lysenes Fader (Elith Olesen)  - 1974 3,4
- Kom,  Herre Jesus (Niels Lund)  - 1974 3,4

satser til :
Jesusbarnets vuggesang (Niels Roager Larsen)        1974 3,4
- Hver ting, som Gud har skabt pa jord                1974 3,4
- Har nogen set Guds eneste Son (Gerda Vind)    1975 4,1
- Du rakte ud din hånd (Britt G. Hallqvist/Elith Olesen)  1976 5,2
- Herre, vor jord har du forladt (Jan Arvid Hellström/Elith Olesen)  1976 5,2
- En grålig lysning (K. L. Aastrup) 1979 8,1
- En dag skal Herrens skaberdrømme møde (Eyvind Skeie) 1979 8,1

De bibelske psalmer og gudstjenesten - Tidsskrift for kirkelig fornyelse 7' årgang nr. 1-2 	1976
(Alle med menighedsomkvæd. Psalmodierne enten gregorianske eller nykomponerede)
- Ps 16 Halleluja. Herren er min tilmalte del og mit bæger
- 22 Min Gud, min Gud, hvorfor har du forladt mig
- 51 Et senderbrudt, senderknust hjerte
- 72 Halleluja. Alle folkeslag bojer sig
- 77 Jeg raber hojt til Gud, og han h0rer mig
- 79 Dine tjeneres blod raber til dig
- 103 Lov Herren, alt, hvad han skabte
- 111 Store er Herrens gerninger
- Luk. 1:46-55  Marias lovsang - Magnificat
- Luk. 1:68-73  Zakarias' lovsang - Benedictus
- Luk. 2:29-32  Simeons lovsang -  Nunc dimittis

129 Salmer - tillæg til Den danske Salmebog  og Melodisamling til “129 Salmer” (ved Finn Evald & Axel Madsen)           	1981
Melodier af Axel Madsen:
- side 4 Syng for Herren en ny sang (1981) (Psalrne 96:l-2a)
- 873 Din trone star fra evighed (1980) (Jørgen Glenthøj)
- 888a Stjerne, engel, hyrder og de vise (1980) (Ottobruder/Jørgen Glenthøj)
- 898 Jesus, som til Gud os købte (1980) (Jargen Glentho)
- 902 Krist for verdens synd er død (1980) (Hans Thomisøn/Jørgen Glenthøj)
- 909 Din dag er nær, Guds menighed (1980) (Th.af Celano/B.Ringwald/J.Glenthøj)
- 917a Riget er nær, er på vej (1980) (Ottobruder/Jergen Glenthøj)
- 937 Guds Lam, som er slagtet (1980) (Johs. Åb. 5:12)
- 931 Jesus steg fra tronen ned (1980) (Fil. 2:6-11/Jørgen Glenthøj)
- 981 Du, som vil, liv skal evigt rinde (1980) (Jørgen Glønthej)
- 984 Et sønderbrudt, sønderknust hjerte (1974) (Psalrne  51:2-17,19b)
- 986 Lov Herren, alt hvad han skabte (1974)     (Psalrne 103:1-13,22)
- 987 Jeg vandrer for Herrens åsyn (1980)        (Psalrne 116:1-9)
- 988 Jeg vil ofre dig lovprisningsoffer (1980) (Psalrne 116: 10-19)

Melodier til Den danske Salmebog
- X - 376 Op til Guds hus vi g¨å (1962) (Grundtvig)
- XII - 469 Vågn op, du, som sover (1963) (M.B. Landstad)
- II - 574 Du ved det nok, mit hjerte (1937) (Kaj Munk)

samt 43 udsættelser

Salmer og Kirkeviser (Haase & Søns Forlag) 1984
- 29 Jesus og hans venner (1982) (Emma Bro Rasmussen)
- 67 Vinden ser vi ikke (1970) (A.Frostenson/Holger Lissner)

Melodibog til De Unges Sangbog (Unitas Forlag - red. AM 1986
- 7 Himlenes Herre og lysenes Fader (1953) (Elith Olesen)
- 53  Jesus steg fra tronen ned (1980) (Jørgen Glenthøj)
- 55b Fredløs er freden (1978) (Marcus Lauesen)
- 62  Vidunderlige dag da Jesus kom (1978) (Gerda Vind)
- 74a Det første lys er Ordet, talt af Gud (1978) (Johannes Johansen)
- 95  Det var ikke en nat som de andre (1978) (Johannes Johansen)
- 113  Har nogen set Guds eneste søn (1974) (Gerda Vind)
- 122a Vinden ser vi ikke (1970) (A. Frostenson/W.Fischer-Nielsen)
- 151  “Bliv lys!” det gennem mørket lød (1980) (K.L.Aastrup)
- (Din trone står fra evighed)
- 161  Vil natten nu vige, vil dagen nu gry (1983) (K.L.Aastrup)
- 172  At tro er at komme (^983) (Jørgen Michaelsen)
- 184a Imellem nattens stjerner (1937) (Johannes Jørgensen)
- 202a Vov at være den du i Kristus er (1970) (A.Frostenson/Holger Lissner)
- 223b Vær en velsignelse, hvor end du træder (1949) (Vilh.Gregersen)
- 225b Du rakte ud din hand (1976) (Jan Arvid Hellström/Elith Olesen)
- 235  O send os ikke ud alene (1980) (Jakob Paulli)
- (Du, som vil, liv skal evigt rinde)
- 254b Gør mig til redskab for din fred (1981) (overs. Holger Lissner)
- 283b Nu breder natten sit mørke tæppe (1962) (K.L.Aastrup)
- (En grålig lysning)
- 287b. Nu tændes de stjerner i aftenblå (1942) (Johannes Jergensen)

samt 76 udsættelser
International Conference Hymnal (World Evangelical Fellowship)  1986
- Sing unto the Lord a new song (1981) (Ps. 96:l-2a)

i 1983-udgaven også:
- I will build my church (1982) (Matt. 16:18) (konferencens motto)

Den syvarmede lysestage (motetter til Kyndelmisse for SSA & SSAA) Forlaget Ecclesia 1986
- (indhold: se ovenfor)

Ydre Mission - Sanghæfte (Dansk missionsråds jubilæum) 	1987
- Når stjernerne skælver - Tusindfryds-land (1987)(Annette Broberg Knudsen)
- Herre, du var der for verdener fødtes (1978)(Asger Andersen) (mel. Fredløs er freden)
- Herre Krist, dit rige gror (1987) (Inge Tranholm-Mikkelsen)

Kirkedagsbogen 1989
- 139 Vi tror ikke på løgn og reklamer (1978) (Hans Anker Jergensen) (mel. Det var ikke en nat som de andre)
- 144  Når stjernerne skælver - Tusindfryds-land (1987) (Anette Broberg Knudsen)

Melodier til 88 Salmer og Sange (Metodistkirken i Danmark) 	1989
- 2 Det første lys er Ordet. talt af Gud (1978) (Johannes Johansen)
- 3 Det var ikke en nat som de andre (1978)    (Johannes Johansen)
- 5 Din trone står fra evighed (1980) (Jørgen Glenthøj)
- 10 Du, som vil, liv skal evigt rinde (1980) (Jørgen Glenthøj)
- 13 En grålig lysning (1962) (K.L. Aastrup)
- 21 Har nogen set Guds eneste søn (1974) (Gerda Vind)
- 29 Jesus steg fra tronen ned (1980) (Jørgen Glenthøj)

samt 6 udsættelser

Orgelledsagelse til Lovsang (Det katolske Bispedømme, København) 1988
- 313 Imellem nattens stjerner (1937) (Johannes Jergensen)

Kristen Sang (Kristeligt Forbund for Studerende) 	1990
- Du ved det nok, mit hjerte (1937) (Kaj Munk) (mel. Imellem nattens stjerner)
- Et senderbrudt.sonderknust hjerte - Ps. 51:2-17,19b (1974)
- Lov Herren, alt.hvad han skabte - Ps. 103:1-13,22 (1974)

Bibelhistoriske sange (Forlaget BHS ved Jørgen Glenthøj)og	1990
Melodisamling til -Bibelhistoriske sange (Forlaget BHS)   	1991
- 9 Slangen i bugter (1990) (Grundtvig)
- 142a Frelseren i sin moders by (1990) (Grundtvig)

Introitus til kirkeårets søn- og helligdage 1990 (udgivet af Konvent for Kirke og Theologi ved Jørgen Glenthøj)
De gregorianske introitusmelodier bearbejdet efter den danske bibeltekst af Axel Madsen.

Ung Sang (Lohses Forlag) 1991
- 6 At tro er at konune (1983) (Jørgen Michaelsen)

Meloditillæg til Hjemlandstoner - redaktion: AM  (Lohses Forlag) 	1989
Meloditillægget indeholder i alt 182 melodier
- 90 	Nu tændes de stjerner i aftenblå (1942) (Johannes Jørgensen)
- 105 	Han kom fra himmelherlighedens sale (1939) (Chr. Ludwigs)
- 174 	Det var ikke en nat som de andre (1978) (Johannes Johansen)
- 182b 	Stille ud til Golgata (1936) (A. Fibiger)
- 256b 	Rejs dig, Guds menighed (1988) (M. Falk Gjertsen)
- 288a 	Som en forsmag på at feste (1987) (Sprint (C. Poulsen))
- 356 	Imellem nattens stjerner (1937) (Johannes Jergensen)
- 431 	De hellige os verden kalder (1980 (Grundtvig) (mel. Du, som vil, liv skal evigt rinde)
- 446 	Vær en velsignelse (1949) (Vilh. Gregersen)
- 530 	Når stjernerne skælver - Tusindfryds-land (1987) (Annette Broberg Knudsen)
- 544b 	Himmelduen, Helligånd (1988) (Annette Broberg Knudsen)
- 546b 	Herre, gør det stille i mit indre (1988) (xxx)
- 617 	Gud, du gav os menigheden (1988) (Sprint (C. Poulsen))
- 637 	Du, der selv har prøvet alle fristelser (1988 (Sprint (C. Poulsen))
- 639a 	Livet begynder, og døden må dø (1988) (Sprint (C. Poulsen)
- 249c 	Vinden ser vi ikke (1970) (A. Frostenson)

samt 104 udsættelser
Melodibog til Hjemlandstoner - redaktion: AM (Lohses Forlag) 1992
Melodier af AM som i Meloditillagget, men med i alt 187 udsættelser. Melodibogen indeholder i alt 426 melodier
Musiktillæg, Gudstjenesteordning for Den Danske Folkekirke     1994 Det Kgl. Vajsenhus' Forlag   I (enstemmig udg) II (flerst. udg.)
- Min sjæl ophøjer Herren (Magnificat)
- Gud, vor Fader, være ære (Benedictus)
- Gud ske tak, som giver os sejren (Nunc Dimittis)

samt 3 bearbejdelser

Forslag til ny salmebog (Betænkning nr. 1381)	2000
- 381 - Op til Guds Hus vi gå (1962)
- 401 - Ps 85 Du var nådig mod dit land (1998)
- 404 - Ps 89 Jeg har sluttet en pagt (1983/1994)
- 406 - Ps 51 Gud vær mig nådig (1974/1994)
- 408 - Ps 16 Jeg har altid Herren for øje (1973/1993)
- 413 - Ps 96 Syng en ny sang for Herren (1983/1994)
- 414 - Ps 103 Min sjæl, pris Herren (1974/1993)

Det var så forunderligt klart i nat (Lisbeth Smedegaard Andersen)	2000 (optaget “Trediedagens lyse rum”(nye salmer) Unitas 2001)

## Eksterne kilder og henvisninger
- Mindeord i Organistbladet Arkiveret 25. september 2004 hos  Wayback Machine
- Nekrolog i Berlingske Tidende 9. marts 2001
- Værker af Axel Madsen i Det Kongelige Biblioteks samlinger (Webside ikke længere tilgængelig)